# Чумацький шлях (альбом)
Чумацький шлях — альбом Назарія Яремчука та ВІА «Смерічка», випущений 1990 року на лейблі Мелодія.

## Трек-лист
| Сторона 1 | Сторона 1                | Сторона 1                     | Сторона 1  |
| #         | Назва                    | Музика / слова                | Тривалість |
| --------- | ------------------------ | ----------------------------- | ---------- |
| 1.        | «Чумацький шлях»         | І. Корнілевич / А. Матвійчук  | 5:13       |
| 2.        | «Яблука падають в траву» | В. Прокопик / І. Лазаревський | 3:44       |
| 3.        | «Чорна кава»             | О. Злотник / Ю. Рогоза        | 5:15       |
| 4.        | «Дощ за вікном»          | Прокопик / Лазаревський       | 4:27       |

| Сторона 2 | Сторона 2        | Сторона 2                  | Сторона 2  |
| #         | Назва            | Музика / слова             | Тривалість |
| --------- | ---------------- | -------------------------- | ---------- |
| 5.        | «Коли-небудь»    | Злотник / Рогоза           | 3:21       |
| 6.        | «Усміхнись мені» | В. Шабашевич / В. Крищенко | 2:30       |
| 7.        | «Плотогони»      | П. Дворський / Н. Яремчук  | 2:49       |
| 8.        | «Одинокий вожак» | Г. Татарченко / Крищенко   | 4:43       |
| 9.        | «Батько і мати»  | Злотник / Крищенко         | 4:27       |

## Персоналії
- Назарій Яремчук — вокал
- Вокально-інструментальний ансамбль «Смерічка» (1, 3, 4)
- Вокально-інструментальний ансамбль «Карпати» (2)
- Група «Міраж» (5)
- Ю. Вінник — звукорежисер
- В. Лещенко — звукорежисер
- М. Кузик — редактор
- М. Голяк — фото
- М. Чернишова — художник